# Abou Maïga
Gariga Abou Maïga (Allahé, 20 settembre 1985) è un calciatore beninese, attaccante dello Stade Tamponnaise.

## Caratteristiche tecniche
È una punta centrale.

## Carriera

### Club
Comincia a giocare al Requins de l'Atlantique. Nel 2004 viene acquistato dal Créteil-Lusitanos. Dopo due stagioni in cui colleziona solamente 8 presenze, nel 2006 viene ceduto in prestito al Louhans-Cuiseaux. Rientrato dal prestito, conquista un posto da titolare, fornendo delle buone prestazioni. Nel 2009 viene acquistato dal Changè. Nell'estate 2010 passa all'Al-Mesaimeer. Il 2 gennaio 2011 torna al Changè. Nell'estate 2011 viene ceduto al Saint-Colomban Locminé, con cui colleziona 16 presenze in campionato e 14 reti. Nel 2012 viene acquistato dal Saint-Malo. Dopo una buona prima stagione, le sue prestazioni sono poco convincenti, ma torna in forma nella stagione 2015-2016 in cui realizza, in 29 presenze, 18 reti. Nonostante ciò, non gli viene rinnovato il contratto e il 1º luglio 2016 rimane svincolato.

### Nazionale
Debutta in Nazionale nel 2004. Mette a segno la sua prima rete con la maglia della Nazionale il 21 agosto 2007, nell'amichevole Benin-Gabon (2-2), in cui mette a segno la rete del momentaneo 1-1. Ha partecipato, con la propria Nazionale, alla Coppa d'Africa 2008. Ha collezionato in totale, con la maglia della Nazionale, 31 presenze e tre reti.